# トマス・ア・ケンピス

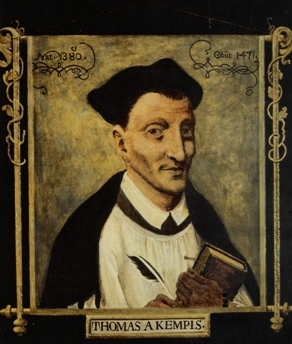
トマス・ア・ケンピス

トマス・ア・ケンピス（Thomas à Kempis、1379年(1380年) - 1471年7月25日）は、中世の神秘思想家。彼の著した信心書『キリストに倣いて』（イミタツィオ・クリスティ）は、聖書に次いで最も読まれた本であるとさえ言われる。

## 生涯
トマスはドイツのケルン北西、ケンペンで1379年(1380年)に生まれ、オランダのアムステルダムの北東ズウォレで1471年7月25日に没した（「ア・ケンピス」はラテン語で「ケンペン出身の」を意味する）。彼は「小さなかなづち」という意味の「ヘメルケン」あるいは「ヘメルライン」とも呼ばれていた。1395年に共同生活兄弟団の主催する学校に入り、写字生として優れた技能を示した。後にズウォレに近い聖アウグスチノ修道会の修道院に入会を許された。そこでは兄のヨハネスが院長職をつとめていた。トマスは1413年に司祭に叙階され、1429年に副院長となった。
当時、修道院はユトレヒト司教が教皇に認可されないという紛争のあおりをうけて混乱していた。これがなければトマスは一生を写本と黙想で過ごす静かな修道生活に終始したと考えられている。トマスは生涯に少なくとも四度聖書の完全な写本を完成させている。そのうちの1つはダルムシュタットに五巻組で保管されている。こうして聖書の教えに熟知したことが、後の著作で聖書を自在に引用することで生きてくるのである。
トマスは神秘思想家のグループに属していた。彼らは当時のヨーロッパにおいてスイスからオランダの広い地域に分布しており、同時にトマスは共同生活兄弟団の創立者ヘールト・フローテに心酔していた。
トマスの著作は霊的生活に関するものであり、書簡、説教、聖リュドビクの生涯、ヘールト・フローテと創立者たちの伝記などを含んでいる。そしてなんといっても有名な『キリストに倣いて』は、黙想と祈りを通して神にいたる道を説く著作で、当時盛んだった「デヴォツィオ・モデルナ（新しき信心）」の精神をもっともよく表現した著作といわれている。著者については確定を見ていないが、おそらくトマスであるといわれている。
（過去において著者をジャン・ジェルソンと考える説もあったが、これは否定されている。ヘールト・フローテの著作の写本ではないかという説もある。）『キリストに倣いて』は出版以来、世界の各国語に訳され、日本では早くも1596年に『こんてむつす・むんぢ』というタイトル（元はラテン語のCONTEMPTUS MUNDI）で日本語訳が出版されている。（キリシタン版）